# Siffrein de Baschi
Siffred de Baschi (appelé par les auteurs lorrains Suffron, Siffron, Chiffron de Baschier, Bascher, Vachières), seigneur de Castellar et en partie de Thoard, il était conseiller et maître d'hôtel du duc René II de Lorraine. Il fut arrêté et pendu par ordre de Charles le Téméraire à Nancy.

## Biographie
Il épousa Claude de Trognon, fille de Didier de Trougnon et de Marguerite de Bussière, à qui René donna le 10 mars 1477 la somme de 847 écus d'or pour service rendu par son mari.